# Inga retinocarpa
Inga retinocarpa är en ärtväxtart som beskrevs av Poncy. Inga retinocarpa ingår i släktet Inga och familjen ärtväxter. Inga underarter finns listade i Catalogue of Life.